# Кланац Перјасички
Кланац Перјасички је насељено мјесто града Слуња, на Кордуну, Карловачка жупанија, Република Хрватска.

## Географија
Кланац Перјасички се налази око 19,5 км сјеверно од Слуња.

## Историја
Кланац Перјасички се од распада Југославије до августа 1995. године налазио у Републици Српској Крајини.

## Становништво
Према попису становништва из 2011. године, насеље Кланац Перјасички је имало 6 становника.
| Националност       | 1991. | 1981. | 1971. | 1961. |
| Срби               | 43    | 53    | 66    | 96    |
| Југословени        |       |       |       |       |
| Хрвати             | 2     |       |       |       |
| остали и непознато | 5     |       | 1     |       |
| Укупно             | 50    | 53    | 67    | 96    |

| Демографија | Демографија | Демографија |
| Година      | Становника  | Становника  |
| ----------- | ----------- | ----------- |
| 1961.       | 96          |             |
| 1971.       | 67          |             |
| 1981.       | 53          |             |
| 1991.       | 50          |             |
| 2001.       | 13          |             |
| 2011.       |             | 6           |